# Židovská menšina v Bulharsku během 2. světové války
Příchod židovské menšiny do Bulharska je spjat s jejich vyhnáním ze Španělska roku 1492 (Ferdinand Aragonský a Isabela Kastilská). Šlo o tzv. sefardskou větev židovstva, její původ ležel na Pyrenejském poloostrově a v severní Africe.
Jejich největší kolonie vznikla v Soluni, na dnešním bulharském území se usadili především v Sofii, Plovdivu, Nikopoli a Vidinu. Židé se zde věnovali obchodu, průmyslu a řemeslům. Třeba konstatovat, že v porovnání s ostatními zeměmi (jako např. s Ruskem či Rumunskem) bylo soužití Bulharů a Židů celkem bezproblémové.

## Druhá světová válka a antisemitismus v Bulharsku
Druhá světová válka pro Bulharsko znamenala spojenectví s Hitlerem, tedy vstup do „paktu tří“. Dostalo do správy vardarskou Makedonii a západní Thrákii. Ze spojenectví s nacistickým Německem vyplývaly i některé důsledky – například závislost na Německu v oblasti hospodářství a vnitřní politiky. Jako nejkontroverznější se ovšem ukázaly rasové zákony a tzv. řešení židovské otázky.
Antisemitismus v Bulharsku neměl sociální zázemí. Projekt protižidovského zákona s názvem „zákon na ochranu národa“, který vypracoval ministr vnitra Petěr Gabrovski, nese datum 7. října 1940. Za Žida byla považována osoba, která měla oba židovské rodiče anebo židovského otce a pokud nepřijala křesťanskou víru do 1. září 1940. Návrh zákona omezoval u Židů svobodu pohybu, znemožňoval nabývání půdy, omezoval majetková práva a občanské svobody vůbec, zakazoval smíšené sňatky. I když car Boris III. měl o návrhu pochybnosti, nakonec s ním souhlasil, což zdůvodňoval tím, že bude lepší, jestliže Bulharsko vydá protižidovský zákon z vlastní iniciativy a vyhne se tak možnému nátlaku Německa. Stejné stanovisko zaujal i premiér Filov s celým svým kabinetem. Přes protesty opozice byl zákon 24. prosince 1940 schválen a po podpisu carem vstoupil v platnost 23. ledna 1941.
V době přijetí zákona žilo v Bulharsku (včetně Dobrudže) necelých 50 000 Židů. Připojením nových území v Makedonii a Thrákii vzrostl počet Židů o dalších 12 000 osob, na které byly hned rozšířeny všechny protižidovské předpisy. Protože zákon na ochranu národa neumožňoval, aby bylo cizím Židům uděleno bulharské občanství, dostali se Židé na nových územích do postavení cizinců.
Dne 25. června 1942 vláda předložila v Národním shromáždění návrh zmocňovacího zákona, podle kterého mohl kabinet přijímat nařízení potřebná na úplné vyřazení Židů z hospodářského a politického života. Za tím účelem byl zřízen komisariát pro židovské otázky v čele s antisemitou Alexandrem Belevem. Židovské obce, fungující podle vzoru německých judenrátů, byly podřízeny komisariátu pro židovské otázky a jeho okresním delegátům.

## Konečné řešení židovské otázky
Přípravy na „konečné řešení židovské otázky“ v Bulharsku začaly na podzim 1942, kdy německá vláda vyjádřila ochotu převzít bulharské Židy společně s rumunskými za poplatek 250 říšských marek za osobu. Bulharská vláda vyjádřila svůj souhlas, ale současně upozornila, že část Židů hodlá zaměstnat na stavebních pracích doma, navíc se domnívala, že poplatek 250 marek je příliš vysoký.V lednu 1943 přijel do Sofie jako poradce pro řešení židovské otázky (SS-hauptsturmfiihrer) Theodor Dannecker, který společně s německým vyslancem v Sofii Adolfem Heinz-Beckerlem ihned zahájil jednání s ministrem vnitra Gabrovským o „konečném řešení židovské otázky“. Dohodli se, že Židé z Makedonie, Thrákie a západních krajin budou odevzdaní pod německou „ochranu“, neboť jde o nežádoucí osoby bez státního občanství. Nato Belev a Dannecker podepsali formální dohodu, podle které mělo být z „nových oblastí“ deportováno do Německa 20 000 Židů. Protože počet Židů v nových oblastech byl nižší než 20 000, rozšířil Belev deportace i na staré Bulharsko. Ostatní Židé (nad kvótu 20 000) podléhali občanské pracovní mobilizaci, což znamenalo jejich soustředění do pracovních táborů. Jako první byli deportováni Židé z egejské Makedonie a západní Thrákie. V noci z 3. na 4. března 1943 byli policejními a vojenskými jednotkami internováni a ve dnech 5.–9. března 1943 v zaplombovaných vagónech dopraveni do dunajského přístavu Lom. Říčními loděmi byli pak Židé převezeni do Vídně a odtud transporty pokračovaly vlakem do vyhlazovacího tábora v Treblince. Celkem bylo deportováno 4 219 lidí. Není známo, že by někdo z nich přežil, pouze několika desítkám lidí se podařilo uprchnout ještě před zajištěním a připojit se k partyzánům.

### Deportace
Následovaly deportace ve vardarské Makedonii. V noci z 10. na 11. března 1943 byli Židé internováni a dopraveni do koncentračního tábora v Skopji. Odtud se několika desítkám lidí podařilo uprchnout buď k partyzánům, nebo do „albánské“ zóny, kde italské orgány deportace neprováděly. Přímo ze skopského tábora byli nakonec propuštěni i židovští lékaři, které Bulharsko nutně potřebovalo, a Židé s cizí státní příslušností, za které intervenovaly jejich konzuláty. 22. března odjel ze Skopje první transport a další pokračovaly 25. března a 29. března 1943. Všechny vlaky byly směrovány do Treblinky. Podle zprávy německého vyslanectví v Sofii bylo deportováno 7 122 osob. Ve dnech 16.–18. března 1943 byli deportováni i Židé ze západních krajin, ze kterých nikdo nepřežil. Akci na záchranu bulharských Židů podnikl jako první Iako Baruch z Kjustendilu. Baruch, v meziválečném období funkcionář sociální demokracie v Kjustendilu a předseda Jewish Agency v Bulharsku, se dozvěděl, že kjustendilští Židé mají být internováni 9. března. Proto navštívil v Sofii místopředsedu Národního shromáždění Dimităra Peševa, který se telefonicky spojil s policejním náčelníkem v Kjustendilu. Ten mu tuto přísně tajnou informaci potvrdil. Baruch oznámil Peševovi, že v Kjustendilu vznikl výbor Bulharů, který chce protestovat proti deportacím. Protože na 9. března bylo svoláno zasedání Národního shromáždění, Pešev se s Baruchem dohodl, že v týž den navštíví parlament oficiální delegace občanů z Kjustendilu. Dne 9. března se delegace skutečně dostavila a informovala Peševa, že v noci začala kjustendilská policie internovat Židy. Brzy se ukázalo, že akce proti Židům už začala také v Plovdivu, Slivenu, Dupnici a jiných městech. Pešev s delegací a některými dalšími poslanci navštívil ministra vnitra Gabrovského. Protože celá deportační akce měla být před veřejností udržená v tajnosti, ministr tvrdil, že žádné shromažďování Židů nenařídil. Toho Pešev okamžitě využil a požádal Gabrovského, aby nařídil policejním náčelníkům akci zastavit a Židy propustit. Peševa podpořili i jiní poslanci, a tak se Gabrovski podřídil a telefonicky akci odvolal.
Pešev se neomezil jen na intervenci u Gabrovského, ale zahájil velkou politickou kampaň, když 17. března 1943 z jeho iniciativy zaslalo 42 poslanců ministerskému předsedovi Filovovi protestní dopis požadující zastavení deportací a ponechání Židů v Bulharsku. 24. března položila Filovova vláda v parlamentě formálně otázku důvěry a když ji získala, premiér ostře zaútočil na Peševa, který byl odvolán z funkce. Potlačení Peševovy „vzpoury“ však už nemohlo zabránit vzniku poměrně široké opoziční fronty proti deportacím, ve které se dočasně spojili legální i nelegální opozice, pravoslavná církev, občanské sdružení i jednotliví občané. Pro odpor veřejnosti, ale především kvůli obratu vojenské situace se 21. května 1943 vláda usnesla, že práce schopní Židé budou zařazeni do pracovních útvarů a že Židé ze Sofie budou vystěhováni na venkov. V deportacích se již nepokračovalo, a tak se bulharští Židé stali vedle dánských a finských jedinou židovskou komunitou v Evropě, která válku přežila. Na druhé straně zůstává skutečností, že bulharská vláda vydala na smrt více než 11 000 Židů z Makedonie, Thrákie a západních oblastí.

## Posmrtné ocenění cara Borise III.
Bulharský car Boris III. byl posmrtně oceněn za to, že i přes nátlak Hitlera bulharské Židy nacistům nevydal. Cenu za ceremonii zorganizované Chebadem převzal jeho syn, torontský bankéř Hermann Leiningen.